# Ждановский, Владимир Алексеевич
Владимир Алексеевич Ждано́вский (1903 — 1959) — советский инженер-химик, учёный в области химии взрывчатых веществ.

## Биография
Родился 31 июля (13 августа) 1903 года в деревне Солтаново (ныне Речицкий район, Гомельская область, Беларусь) в семье управляющим имением местного помещика Алексея Александровича Ждановского и его супруги Анны Эдуардовны, урождённой Ржанович. До 1920 года учился в трудовой школе № 1 города Речица, а после её окончания работала в местном лесничестве счетоводом.
В 29 апреля 1922 года ему был предоставлен двухнедельный отпуск для поездки в Ленинград с целью «поступления в одно из учебных заведений». С 1923 года Владимир Алексеевич и его сестра Мария Алексеевна переезжают в Ленинград (там они в 1924 году пережили одно из сильнейших в истории Ленинграда наводнений). Жил он на Петроградской стороне.
Сначала В. А. Ждановский учился в ЛЭТИ. В 1923—1930 годах он студент химического факультета ЛГУ. Завершил он своё образование в ЛХТИ имени Ленсовета, который окончил в 1931 году по специальности «Нефть» с присвоением квалификации «Инженера-исследователя-химика».

## Профессиональная деятельность
В 1929—1937 годах В. А. Ждановский работал инженером и научным сотрудником в Военно-технической академии РККА. По приказу РВС СССР от 3 июня 1932 года на базе артиллерийского факультета и отделения порохов и взрывчатых веществ химического факультета Военно-технической академии была воссоздана Артиллерийская академия с присвоением ей имени Ф. Э. Дзержинского. В 1938 году Артиллерийская академия была награждена орденом Ленина и переведена в Москву. В. А. Ждановский перешёл на работу в ЦКБ-22 (ныне Федеральное государственное унитарное предприятие «Научно-исследовательский институт «Поиск»»).
В 1941 году дочерей Владимира Алексеевича и Татьяны Васильевны отправили к родственникам в Сычевку (под Смоленском). Позже Владимир Алексеевич со своей матерью и Софьей Алексеевной эвакуировались в Пензу. Из оккупированной (в сентябре 1941) Сычевки Татьяна Васильевна с дочерьми бежали в Любим (Ярославская область), где Владимир Алексеевич разыскал их и перевез в Пензу. Там 1942 году родился сын Алексей. В 1945 году семья реэвакуировалась в Ленинград.
Вскоре принял предложение переехать в Москву и начать работу в НИИ № 6 МСХМ СССР (ныне ФСТЭК России Федеральное унитарное предприятие «Центральный научно-исследовательский институт химии и механики»). Выписка из приказа № 25 по Научно-исследовательскому Ордена Трудового Красного Знамени институту № 6 МСХМ СССР и справка от 24 февраля 1947 года содержат сведения о том, что Владимир Алексеевич был зачислен в штат начальником лаборатории № 5. В НИИ № 6.
Продолжал свою активную трудовую деятельность. В 1948 и 1949 году его работа была отмечена почётными грамотами «за достигнутые показатели в социалистическом соревновании в дни четвёртой Сталинской пятилетки». Он был обладателем ряда авторских свидетельств на изобретения.

## Награды и премии
- Сталинская премия третьей степени (1946) — за разработку новых методов консервирования крови и получения её лечебных препаратов

## Семья и личные качества
В 1928 году он женился на Татьяне Васильевне Андрощук, с которой прожил более 30 лет. По воспоминаниям близких людей, это была очень дружная и гармоничная супружеская пара. У Владимира Алексеевича и Татьяны Васильевны трое детей: Наталья Владимировна, Ольга Владимировна и Алексей Владимирович.
Владимир Алексеевич был широко образованным, интеллигентным, скромным и тактичным человеком, много читал, увлекался музыкой и живописью. Он любил театр, посещал вместе с женой и детьми выставки и музеи. Его семья славилась радушием и хлебосольством. Дом Ждановских всегда был полон родственников и друзей.